# Salvador Cabañas Ortega
Salvador Cabañas Ortega (5 d'agost de 1980) és un exfutbolista professional paraguaià que jugava de davanter. Va formar part de l'equip paraguaià a la Copa del Món de 2006.